# 苓北町立木場小学校
苓北町立木場小学校（れいほくちょうりつ こばしょうがっこう）とは、熊本県天草郡苓北町都呂々にあった小学校。

## 沿革
- 1887年（明治20年）- 都呂々村木場中村に分教場設置
- 1890年（明治23年）- 都呂々小学校木場分教場と改称
- 1893年（明治26年）- 都呂々尋常小学校木場分教場と改称
- 1908年（明治41年）- 都呂々尋常高等小学校木場分教場と改称
- 1909年（明治42年）- 都呂々尋常小学校木場分教場と改称
- 1921年（大正10年）4月 - 都呂々尋常高等小学校木場分教場と改称
- 1941年（昭和16年）4月 - 都呂々国民学校木場分校と改称
- 1947年（昭和22年）- 都呂々村立都呂々小学校木場分校と改称
- 1955年（昭和30年）- 苓北町立都呂々小学校木場分校と改称
- 1965年（昭和40年）- 都呂々小学校から独立
- 2003年（平成15年）- 都呂々小学校へ統合